# Masdevallia
 Masdevallia es un género con alrededor de 500 especies que incluyen algunas de las más extrañas y a la vez mejor conocidas orquídeas de la subtribu Pleurothallidinae de la  familia Orchidaceae agrupadas en diferentes subgéneros. 

## Etimología
Su  nombre, "Masdevallia", es en honor a José Masdevall Terrades Llobet y Berenguer, un  médico y botánico en la corte de Carlos III de España.

## Hábitat
Estas plantas se encuentran desde México hasta el Sur de Brasil, pero la mayoría se encuentran en regiones de gran altitud (2,500 - 4,000 m) de los Andes de Ecuador y Colombia, Perú y Bolivia. Pueden ser epífitas, terrestres o desarrollarse como litófitas en las rocas desnudas.

## Descripción
Estas orquídeas forman en ramilletes desde un corto rizoma del que aparecen diminutos pseudobulbos. Cada uno con una hoja suave y carnosa hendida con unos penachos. Estas hojas de verde intenso son ovadas o lanceoladas.
Los tallos florales se desarrollan erectos. Se pueden encontrar hola como vas ales con largas espuelas tienen básicamente una forma triangular se desarrollan en unos pedicelos  cortos siendo de unos 6 cm de anchura. En cada pedicelo normalmente hay una sola flor (como en la bella  Masdevallia veitchiana ) pero a veces hay varias (como en  Masdevallia polysticta ).
Los pétalos y el labelo que tiene forma de lengua o de concha son pequeños y están parcialmente ocultos dentro de la flor.
Los tres sépalos son grandes y fusionados a lo largo de sus bordes, y generalmente tienen unos apéndices largos. Los sépalos tienen todos el mismo color y marcas (frecuentemente coloreados brillantemente, grandes y espectaculares).
Florecen generalmente durante el verano.
Los híbridos y cultivares de Masdevallia son muy populares entre los floristas y horticultores.

## División de las especiesMasdevallia
Hay una gran variación entre las orquídeas del género Masdevallia. Esto ha conducido a una más amplia división en subgéneros, secciones y subsecciones (según Luer – Ver Referencia) discutibles y discutidas.
Especies de Masdevallia

## Sinónimos
- Rodrigoa Braas, Orchidee (Hamburg) 30: 203 (1979).
- Portillia Königer, Arcula 6: 154 (1996).
- Jostia Luer, Monogr. Syst. Bot. Missouri Bot. Gard. 79: 2 (2000).
- Acinopetala Luer, Monogr. Syst. Bot. Missouri Bot. Gard. 105: 3 (2006).
- Alaticaulia Luer, Monogr. Syst. Bot. Missouri Bot. Gard. 105: 4 (2006).
- Buccella Luer, Monogr. Syst. Bot. Missouri Bot. Gard. 105: 7 (2006).
- Byrsella Luer, Monogr. Syst. Bot. Missouri Bot. Gard. 105: 7 (2006).
- Fissia (Luer) Luer, Monogr. Syst. Bot. Missouri Bot. Gard. 105: 9 (2006).
- Luzama Luer, Monogr. Syst. Bot. Missouri Bot. Gard. 105: 10 (2006).
- Megema Luer, Monogr. Syst. Bot. Missouri Bot. Gard. 105: 11 (2006).
- Petalodon Luer, Monogr. Syst. Bot. Missouri Bot. Gard. 105: 11 (2006).
- Regalia Luer, Monogr. Syst. Bot. Missouri Bot. Gard. 105: 12 (2006).
- Reichantha Luer, Monogr. Syst. Bot. Missouri Bot. Gard. 105: 13 (2006).
- Spectaculum Luer, Monogr. Syst. Bot. Missouri Bot. Gard. 105: 14 (2006).
- Spilotantha Luer, Monogr. Syst. Bot. Missouri Bot. Gard. 105: 15 (2006).
- Streptoura Luer, Monogr. Syst. Bot. Missouri Bot. Gard. 105: 16 (2006).
- Triotosiphon Schltr. ex Luer, Monogr. Syst. Bot. Missouri Bot. Gard. 105: 16 (2006).
- Zahleria Luer, Monogr. Syst. Bot. Missouri Bot. Gard. 105: 17 (2006).[2]